# Thalibaldus
Thalibaldus (lettisch Tālivaldis; † 1215) war ein lettischer Ältester von Trikāta.

## Leben
Über Thalibaldus berichtete Heinrich von Lettland in seiner Chronik. Für 1208 wurde er als einer von drei seniores der Letten genannt. Sein Sitz war die Burg Beverin, deren Lage heute unklar ist. Er war – wahrscheinlich tributpflichtiger – Verbündeter der Fürsten von Pskow und orthodoxer Christ. 1211 wurde er als Senior der Provinz Tricatua (Trikāta) bezeichnet. 1213 wurde Thalibaldus von Litauern bei einem Kriegszug in sein Gebiet gefangen genommen, zu dieser Zeit war er wohl Verbündeter der deutschen Schwertbrüder. Nachdem einer seiner Söhne seine Befreiung versuchte, konnte Thalibaldus den Litauern in deren Land schließlich entkommen. Nach sieben Tagen ohne Nahrung kehrte er schließlich glücklich in seine Heimat zurück.
1215 wurde Thalibaldus von estnischen Sakata und Ugandi gefangen genommen und über Feuer um Geld erpresst. Nachdem er erklärte, dass er nicht mehr als eine bestimmte Summe geben würde, wurde er verbrannt. Seine Söhne zogen daraufhin zu einem Vergeltungszug nach Estland.

## Quelle
- Leonid Arbusow und Albert Bauer (Hrsg.): Scriptores rerum Germanicarum in usum scholarum separatim editi 31: Heinrichs Livländische Chronik (Heinrici Chronicon Livoniae). Hannover 1955, S. 237 (Monumenta Germaniae Historica, Digitalisat)